# Надя Шаркова
Надя Анастасова Шаркова е българска оперетна и оперна певица (сопран).

## Биография
Родена е на 2 юни 1924 г. в Русе. В ученическите си години участва в самодейни оперетни представления и свири на цигулка. Дебютира през 1943 г. в оперетата „Любов и трон“ в оперетния театър „Одеон“. През 1944 г. постъпва в Държавната музикална академия в класа на Людмила Прокопова. Пее в Художествения оперетен театър, Народната оперета и Държавния музикален театър „Стефан Македонски“. През 1946 г. подписва договор за солистка на Пражката опера, а по-късно получава договор и за Германия, но не ѝ е разрешено да напусне България. От 1953 г. е артистка в Народната опера в София. Дебютът ѝ е в ролята на Аида от едноименната опера на Джузепе Верди. През 1955 – 1956 г. е изпратена на специализация в Болшой театър в Москва. Гастролира в СССР, Чехословакия и Румъния.
Носителка е на първа награда и златен медал от IV световен младежки фестивал в Букурещ през 1953 г. През 1954 г. получава премията „Ема Дестинова и Карел Буриан“ от певческия конкурс „Пражка пролет“. През 1959 г. е удостоена с орден „Кирил и Методий“ III степен.
Умира на 15 април 2019 г.